# Dobro-Motorist
Dobro Motorist is een historisch merk van motorfietsen.
De bedrijfsnaam was: Motorist Automobil Vertriebs GmbH, Berlin-Charlottenburg.
De autovertegenwoordiger Motorist begon in 1923 met de productie van motorfietsen. Dat was in die tijd een logische keuze, want in het Duitsland van na de Eerste Wereldoorlog, dat door een grote inflatie werd getroffen, was behoefte aan goedkope vervoermiddelen. Ook logisch was het inkopen van 143cc-inbouwmotoren van DKW, want dat maakte de productiekosten lager, zeker omdat Dobro Motorist eenvoudige, ongeveerde driehoeksframes toepaste. Wel bijzonder was de constructie van de uitlaat, waarbij de demper direct achter de motor zat. Het merk, een zusteronderneming van de Merkur Flugzeugwerke, leverde ook modellen met 348cc-JAP-zij- en kopklepmotoren.
Tegelijk met Motorist begonnen in hetzelfde jaar honderden andere bedrijven motorfietsen te produceren, en daardoor was de concurrentie enorm, vooral in een regio als Berlijn, waar tientallen merken ontstonden. In 1925 moesten daardoor meer dan 150 merken hun productie weer beëindigen, waaronder Dobro-Motorist.